# Isola Pustoi
Pustoi (in aleutino Taĝilgadax) è una piccola isola disabitata del gruppo delle Fox nell'arcipelago delle Aleutine orientali e appartiene all'Alaska (USA). Si trova nello stretto di Umnak, al largo della costa nord-orientale di Umnak.
Il suo nome russo Ostrov Pustoy ("isola deserta"), era stato pubblicato dal capitano Teben'kov nel 1852.